# Bastia guttata
Bastia guttata is een hooiwagen uit de familie Sclerosomatidae. De wetenschappelijke naam van Bastia guttata gaat terug op Banks.